# Одрадек

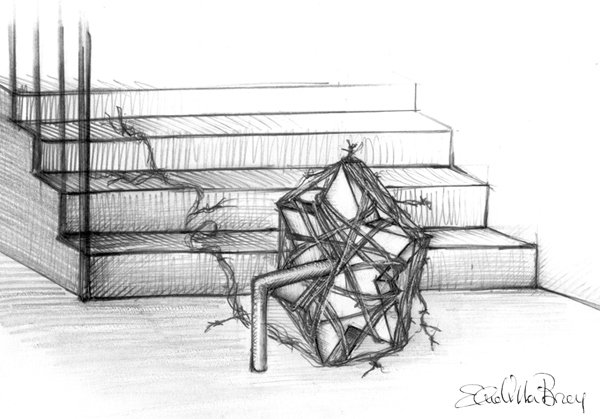
Схематичне зображення Одрадека

Одрадек (нім. Odradek) — вигадана істота, яка з'являється в оповіданні Франца Кафки «Турботи сім'янина» зі збірки «Сільський лікар». Фізичний опис Одрадека показує його як пласку зіркоподібну котушку ниток з кількома додатковими придатками. Пізніше в оповіданні Кафка надає Одрадеку більше людських рис: він може стояти на двох ногах і розмовляти. Оповідач навіть має кілька розмов з Одрадеком, під час яких підкреслюється кочова і, можливо, безсмертна природа цієї істоти.

## Інтерпретації
Як і в усіх текстах Кафки, цю істоту та її опис можна прочитати з різних поглядів. Неможливо точно визначити, що таке Одрадек, а також те, що Кафка вважав Одрадеком під час написання оповідання. Одна з можливих буквальних інтерпретацій твору полягає в тому, що Одрадек — це будь-який непотрібний і нешкідливий предмет, який тримають у будинку без видимої причини. Однак з цієї історії можна вивести багато інших рівнів значення.

### Критика капіталізму
Віллі Ґетшель у своїй статті він зазначає, що з погляду марксистської літературної критики це оповідання можна розглядати як критику капіталізму в період його розквіту. Одрадек представляє споживчі товари, бувши «тим, що залишилося від життя після того, як все було зведено до матеріалізму».
Аня Мексін погоджується, що цей аналіз можна застосувати з марксистської перспективи. Одрадек, зроблений з ниток, що використовуються для штопання, представляє світ практичних рукотворних об'єктів, об'єктів, ізольованих від людської праці, яка їх створила. У цьому випадку ми бачимо, що відносини між домогосподаркою та одрадеком репрезентують відчужені відносини між пролетарем і споживчими товарами, які він сам створив. Ідея про те, що "Одрадек" переживе оповідача, і страждання, які спричиняє йому ця ситуація, можна інтерпретувати як ідею про те, що ці споживчі товари будуть успадковані його дітьми та онуками, і таким чином перевершать робітника, який їх створив, але в такий спосіб, що сам робітник буде повністю проігнорований.

### Об'єктивація пам'яті
За словами Ґетшеля, з фройдистського погляду Одрадек можна розглядати як «психологічне повернення репресованих». У цьому випадку це репрезентація подій чи ідей, які забуті, або які людина вирішила забути, але які з'являються знову і знову. Одрадек ховається в темних місцях, таких як людські страхи, або може лежати перед дверима, застерігаючи нас не входити. Такі спогади та застереження — це те, про що має турбуватися домогосподар, пригнічені спогади, які ніколи не зникають остаточно.

### Релігійне тлумачення
Ще одне тлумачення тексту можна розглядати з релігійного погляду. Ґетшель припускає, що пласка зіркоподібна форма істоти може вказувати на те, що Одрадек уособлює традицію (зокрема, єврейську традицію), яка передається з покоління в покоління, з додаванням ще кількох фрагментів нитки з кожним поколінням.
За словами Мексіна, Одрадек уособлює розрив між світом батька родини і певним трансцендентним йому світом. Одрадек безсмертний, ховається в тіні, передає своє послання з покоління в покоління і є свідком їх усіх. Мексін продовжує свій аналіз у цьому напрямку, вказуючи, що фізичний опис Одрадека, з якого звисають дві дерев'яні палиці, перехрещені під прямим кутом, може нагадувати нам про розп'яття.

### Одрадек як антагоніст
В аналізі Славоя Жижека акцент робиться на тому, що Одрадек «колись мав форму, адекватну функції, а тепер вона порушена», а отже, має бути частиною цілого. Відносини між оповідачем (батьком сім'ї) та істотою можуть бути цим цілим, а отже, Одрадек може розглядатися як доповнення оповідача, який також має бути зламаний, а його частини вкладені у форму Одрадека. Таким чином, Одрадек — це те, про що господар повинен турбуватися або про що він повинен піклуватися.
Деякі характеристики, описані в тексті, вказують на те, що Одрадек є протилежністю оповідача, наприклад, як протилежність до нього:
- Оповідач особливо стурбований тим, що навіть коли він перестане існувати, Одрадек переживе його і продовжить робити те саме, що він робить зараз. Одрадек безсмертний, тоді як батько сімейства повинен померти.
- Одрадек не має жодної мети чи функції, тоді як оповідач є чоловіком, відповідальним за сім'ю, а отже, має чітко визначену мету.
- Місце проживання Одрадека невизначене, тоді як оповідач живе саме в тому будинку, де відбуваються його зустрічі з Одрадеком.

## Етимологія
У першому абзаці книги Кафка подає дуже туманні уявлення про етимологію слова «одрадек». Він вказує, що воно може мати слов'янське або німецьке походження, але жодне з цих тлумачень не наближає нас до розумного значення цього слова. Мескін вказує, що цей перший абзац є одночасно і жартом над майбутніми науковими спробами зрозуміти цю історію, і підказкою до пошуку певного значення цього слова. Існує певне старослов'янське дієслово «одрадети», що означає «знеохочувати», яке можна розглядати як корінь слова. Це вказує на те, що сама назва «одрадек» вказує на щось, що намагається відмовити читача від спроб знайти в ній сенс. Одрадек у цьому випадку був би способом називання чогось безглуздого, своєрідним семантичним парадоксом.
Жижек вказує, що «odradek» також є частиною анаграми грецького слова «dodekaedron». Таке тлумачення слова узгоджується з тим, що «odradek» нагадує щось зламане, в чому бракує якоїсь частини.
Ще одне можливе значення слова пропонує Ґетшель, ґрунтуючись на тому, що Кафка часто каламбурить імена своїх персонажів. Він вказує, що «odradek» містить чеське слово «ворон», яке водночас є перекладом прізвища Кафки. Звідси випливає, що «одрадек» відсилає до самого Кафки, так само як Григорій Самса з «Перетворення», Йозеф К. з «Процесу» і К. з «Замку» також відсилають до нього.